# 偏差樣本
偏差樣本（Biased Sample）、不具代表性的樣本（Unrepresentative Sample），係指根據缺乏代表性的樣本推論出一般性的結論。相似地，偏差統計（biased statistics）則指根據不恰當的統計方法推論出一般性的結論。
常見樣本缺乏代表性的原因，一是樣本數太小，二是樣本並非隨機抽出，往往因某些因素導致偏差。

## 示例
例1

美國人很有錢，可見美洲人很有錢。

然而，美國是美洲最富有的國家，不能代表美洲其他國家的情形，也不能代表整個美洲的情形。
例2

那位學者出書聲稱父母教養方式和子女人格特質的相關性為零，所以父母的養育對子女無用。

一、這是一家之言，未必是學界共識，引用單一權威未達成共識的做法也涉及誤用訴諸權威的謬誤；二、父母教養對子女人格特質無影響不代表父母教養對子女全無影響。
例3

我讀的那本書，及那本書作者的著作告訴我，地理因素、文化差異或工作倫理不是造成一個國家經濟繁榮、成為已開發國家的主因，及早建立起民主且注重法治的社會制度，以及一些歷史的偶然，才是一個國家經濟繁榮、成為已開發國家的主因。

特定書籍或作者的言論，未必是學界共識，即使內容寫得再有理也一樣。
例4

他是重點大學熱門科系畢業的，結果還是長期失業、每天宅在家浪費時間打電玩，可見念好大學沒有用。

然而有可能是這個人運氣不好，或者自身性格真的有問題，或這人有其他的想法，因此就算唸到好學校還是一樣沒有更好的就業前景，所以不能把他的狀況類推到所有念重點大學熱門科系的人身上。
例5

1936年美國總統選舉前，《文學文摘》郵寄1,000萬份問卷予其讀者，回收230萬份。他們預測共和黨候選人阿爾夫·蘭登會在531張選舉人票中獲得370張選票並勝過民主黨候選人富蘭克林·德拉諾·羅斯福。

該次總統大選，阿爾夫·蘭登實際上只獲得8張選舉人票，而富蘭克林·德拉諾·羅斯福則在大選中大勝。一個說法認為，《文學文摘》的讀者相較於全美人口具有較高共和黨人比例，故此他們更傾向於投票給阿爾夫·蘭登。《文學文摘》的民調樣本有明顯的偏差。
例6

某甲嚴詞批判某乙的作為，還把事情鬧得很大，而就我個人的經驗來看，某乙是個好人，可見某甲只是無來由地厭惡某乙，或者妒忌某乙而已。某甲應該要放下自己的怒火，接納某乙，甚至應該向某乙道歉。

然而有可能其實是某乙一直都在搞小動作，把某甲逼到抓狂，或者有其他的理由，所以才會發生這樣的事情的。因此不能因為跟一個人一兩次的交流經驗，而對一個人的性格下評斷，尤其不應該下負面的評斷。
例7

新聞常常在報性侵誣告、性騷擾誣告，可見性侵和性騷擾案一堆都是誣告，是女生跟男生上床後，企圖對男生仙人跳而搞出來的。

然而性侵犯和性騷擾極度常見，研究也顯示性侵犯和性騷擾的誣告率不高於其他犯罪，因此有可能是因為性侵犯和性騷擾被告上法院的案子非常多，所以誣告的總量也多，以致產生了性侵和性騷擾案件一堆誣告的錯覺，甚至媒體的選擇性報導也可能有影響，因此不能因為常常看見有性侵和性騷擾誣告的消息，就認定性侵和性騷擾的案子更有可能是誣告的。

## 偏差樣本的形式
常見偏差樣本謬誤的形式如下：
- 輕率概化：只根據少數樣本就做出一般性的結論。
- 採櫻桃謬誤：輕率概化的一種，係指根據少數樣本被刻意挑選的樣本做出一般性的結論。
- 軼事證據：只根據傳聞、個案就做出一般性的結論。這些傳聞往往細節詳細、詡詡如生，或是被人一傳再傳，如新聞或巷議街談。

## 外部連結
- （英文）Logical Fallacy: Unrepresentative Sample（页面存档备份，存于）